# دستگاه ضبط ویدئویی

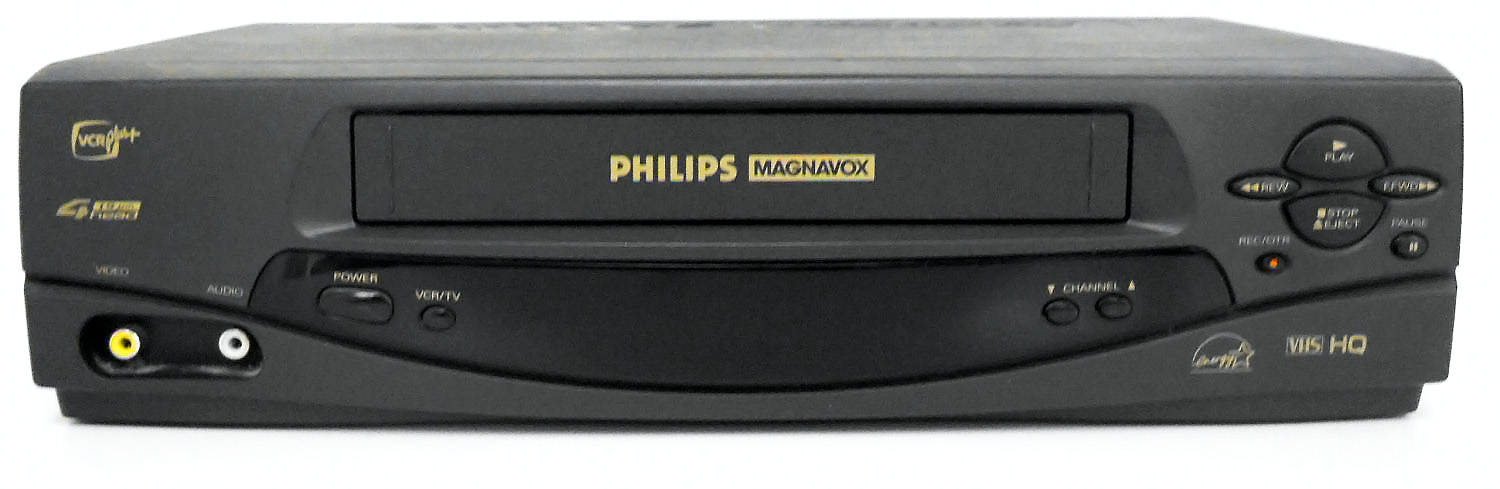

دستگاه ضبط ویدئویی (انگلیسی: Videocassette recorder) (VCR) دستگاهی است که برای پخش و ضبط ویدیو بر روی نوار کاست استفاده می شود. این یک فناوری محبوب در اواخر قرن بیستم بود، قبل از اینکه تا حد زیادی با دستگاه های ضبط دیجیتال جایگزین شود. VCR ها به کاربران این امکان را می دادند که فیلم ها را روی نوارهای VHS تماشا کنند، برنامه های تلویزیونی را ضبط کنند و فیلم های ضبط شده خانگی خود را ایجاد کنند. آنها برای سال‌ها جزء کلیدی سیستم‌های سرگرمی خانگی بودند.